# Peräseinäjoki
Peräseinäjoki is een voormalige gemeente in de Finse provincie West-Finland en in de Finse regio Zuid-Österbotten. De gemeente had een totale oppervlakte van 445 km² en telde 3698 inwoners in 2003.
In 2005 ging de gemeente op in Seinäjoki.

## Geboren in Peräseinäjoki

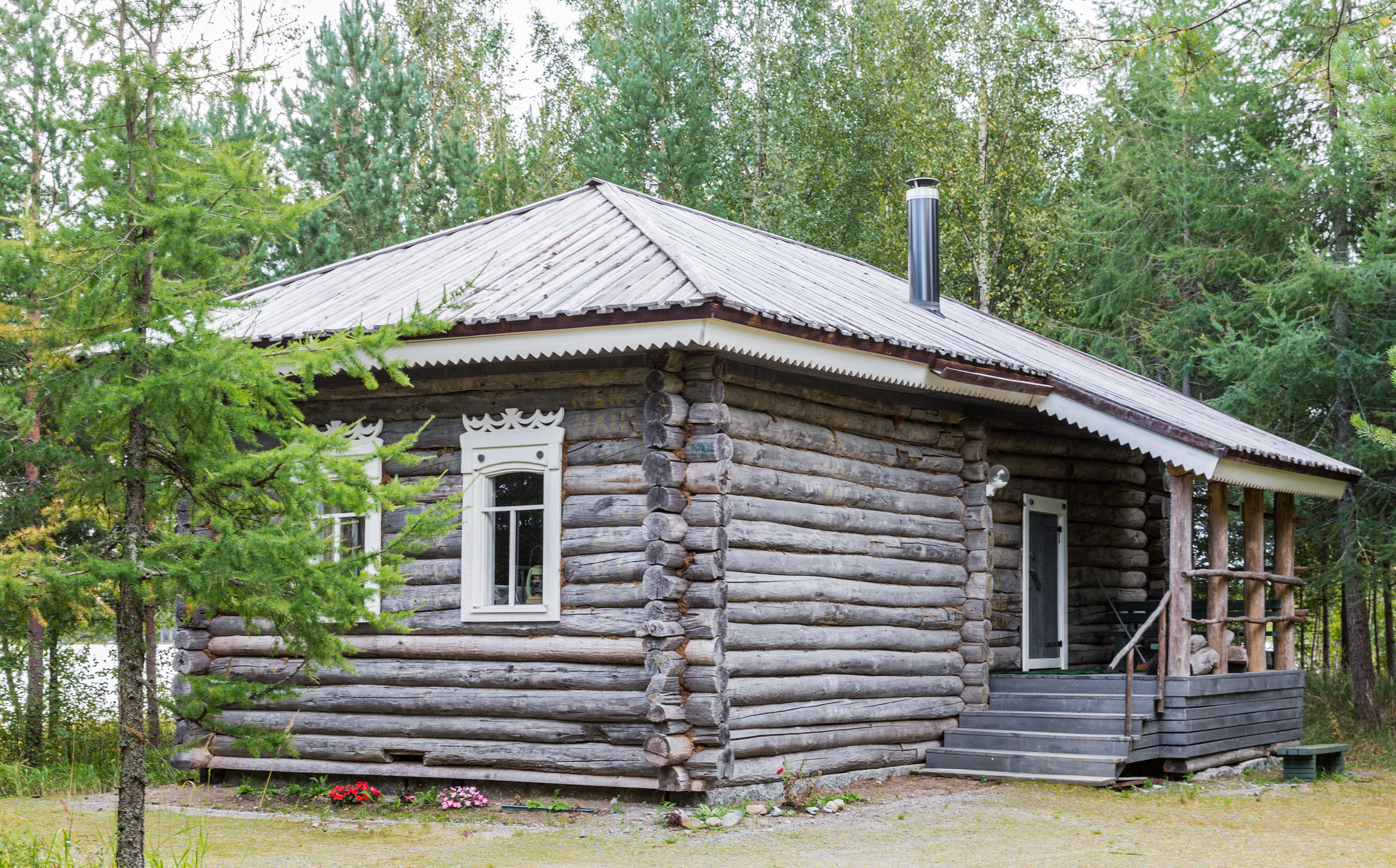
Het Finse Emigrant Museum in Peräseinäjoki

- Ville Ritola (1896), atleet

Ähtäri · Alajärvi · Alavus · Evijärvi · Ilmajoki · Isojoki · Isokyrö · Karijoki · Kauhajoki · Kauhava · Kuortane · Kurikka · Lappajärvi · Lapua · Seinäjoki · Soini · Teuva · Vimpeli
Voormalige gemeenten:
Alahärmä · Jalasjärvi · Jurva · Kortesjärvi · Lehtimäki · Nurmo · Peräseinäjoki · Töysä · Ylihärmä · Ylistaro